# USS Midway (CV-41)
USS Midway — самый первый тяжёлый американский авианосец, головной корабль типа «Мидуэй». Принимал активное участие в бомбардировках Северного Вьетнама, в ходе вьетнамского конфликта, а также принимал участие в операции «Буря в пустыне» в 1991 году. Находился в составе американского флота 47 лет. Выведен из состава флота 11 апреля 1992 года. С 1998 года — корабль-музей в Сан-Диего.

### Исторические моменты
По сообщениям американских источников, во время Вьетнамской войны истребители с авианосца «Мидуэй» сбили 8 северовьетнамских «МиГов». Именно с палубы «Мидуэя» стартовали «Фантомы», сбившие первые «МиГи» в этой войне 17 июня 1965 года.
В конце Вьетнамской войны 29 апреля 1975 г. экипаж авианосца «Мидуэй» столкнул за борт вертолеты стоимостью 10 миллионов долларов, чтобы самолет «Сессна» под управлением южновьетнамского летчика Ли Бынга и находившимися на борту членами его семьи смог приземлиться на палубу.